# Callum Harriott
Callum Kyle Harriott (Londen, 4 maart 1994) is een Guyaans-Engels voetballer die doorgaans speelt als linksbuiten. In juli 2025 verruilde hij Ebbsfleet United voor Maidenhead United. Harriott maakte in 2019 zijn debuut in het Guyaans voetbalelftal.

## Spelerscarrière
Harriott kwam als negenjarige terecht in de opleiding van Charlton Athletic. Op 25 april 2011 debuteerde de vleugelspeler tijdens een wedstrijd tegen Rochdale (3–1 winst). Tijdens het seizoen 2011/12, waarin Charlton promoveerde naar het Championship, kwam Harriott niet in actie. Op 12 januari 2013, toen met 2–1 gewonnen werd van Blackpool maakte de vleugelspeler zijn debuut in het Championship. Zijn eerste doelpunt volgde op 9 maart 2013, toen hij tekende voor de enige treffer in het duel met Huddersfield Town. Op 17 mei 2013 verlengde Harriott zijn contract bij Charlton tot medio 2016.
In augustus 2015 werd de vleugelspeler voor een half jaar op huurbasis gestald bij Colchester United. Na het seizoen 2015/16 werd hij overgenomen door Reading, waar hij zijn handtekening zette onder een verbintenis voor de duur van drie seizoenen. Medio 2019 liet hij Reading achter zich. Drie maanden later keerde Harriott terug bij Colchester United. Hier vertrok hij in de zomer van 2021. Na anderhalf jaar zonder club tekende Harriott voor Gillingham.
Begin 2023 stapte hij over naar Yeovil Town. In juli van dat jaar werd York City zijn nieuwe club. Vanwege privé-omstandigheden besloot Harriott en York City in november 2024 uit elkaar te gaan. Binnen twee weken vond hij in Ebbsfleet United een nieuwe werkgever. Harriott tekende in juli 2025 voor Maidenhead United.

## Clubstatistieken
| Seizoen | Club                | Competitie      | Competitie | Competitie | Beker | Beker | Internationaal | Internationaal | Totaal | Totaal |
| Seizoen | Club                | Competitie      | Wed.       | Dlp.       | Wed.  | Dlp.  | Wed.           | Dlp.           | Wed.   | Dlp.   |
| ------- | ------------------- | --------------- | ---------- | ---------- | ----- | ----- | -------------- | -------------- | ------ | ------ |
| 2010/11 | Charlton Athletic   | League One      | 3          | 0          | 0     | 0     | —              | —              | 3      | 0      |
| 2011/12 | Charlton Athletic   | League One      | 0          | 0          | 0     | 0     | —              | —              | 0      | 0      |
| 2012/13 | Charlton Athletic   | Championship    | 14         | 2          | 0     | 0     | —              | —              | 14     | 2      |
| 2013/14 | Charlton Athletic   | Championship    | 28         | 5          | 6     | 1     | —              | —              | 34     | 6      |
| 2014/15 | Charlton Athletic   | Championship    | 21         | 1          | 2     | 0     | —              | —              | 23     | 1      |
| 2015/16 | Charlton Athletic   | Championship    | 19         | 3          | 1     | 0     | —              | —              | 20     | 3      |
| 2015/16 | → Colchester United | League One      | 20         | 5          | 3     | 2     | —              | —              | 23     | 1      |
| 2016/17 | Reading             | Championship    | 12         | 1          | 4     | 2     | —              | —              | 16     | 3      |
| 2017/18 | Reading             | Championship    | 0          | 0          | 0     | 0     | —              | —              | 0      | 0      |
| 2018/19 | Reading             | Championship    | 12         | 1          | 1     | 0     | —              | —              | 13     | 1      |
| 2019/20 | Colchester United   | League Two      | 22         | 3          | 4     | 0     | —              | —              | 26     | 3      |
| 2020/21 | Colchester United   | League Two      | 36         | 9          | 2     | 0     | —              | —              | 38     | 9      |
| 2021/22 | —                   | —               | —          | —          | —     | —     | —              | —              | —      | —      |
| 2022/23 | Gillingham          | League Two      | 3          | 0          | 1     | 0     | —              | —              | 4      | 0      |
| 2022/23 | Yeovil Town         | National League | 3          | 1          | 0     | 0     | —              | —              | 3      | 1      |
| 2023/24 | York City           | National League | 7          | 1          | 1     | 0     | —              | —              | 8      | 1      |
| 2024/25 | York City           | National League | 6          | 1          | 1     | 0     | —              | —              | 7      | 1      |
| 2024/25 | Ebbsfleet United    | National League | 10         | 0          | 1     | 1     | —              | —              | 11     | 1      |
| 2025/26 | Maidenhead United   | National League | 0          | 0          | 0     | 0     | —              | —              | 0      | 0      |
| Totaal  | Totaal              | Totaal          | 217        | 33         | 27    | 6     | 0              | 0              | 244    | 39     |

Bijgewerkt op 9 juli 2025.

## Interlandcarrière
Harriott maakte zijn debuut in het Guyaans voetbalelftal op 23 maart 2019, toen een wedstrijd in het kader van de CONCACAF Nations League gespeeld werd tegen Belize. Door doelpunten van Neil Danns en Emery Welshman en een tegentreffer van Elroy Kuylen won Guyana het duel met 2–1. Harriott mocht van bondscoach Michael Johnson in de basisopstelling beginnen en hij speelde het gehele duel mee. De andere Guyaanse debutanten dit duel waren Anthony Jeffrey (Dover Athletic) en Keanu Marsh-Brown (Newport County). In de zomer van 2019 werd de aanvaller door Johnson opgenomen in de Guyaanse selectie voor de Gold Cup. Tijdens dit toernooi werd Guyana uitgeschakeld in de groepsfase na nederlagen tegen de Verenigde Staten (4–0) en Panama (2–4) en een 1–1 tegen Trinidad en Tobago. Harriott speelde in alle drie duels mee. Zijn toenmalige teamgenoot Matt Miazga (Verenigde Staten) was ook actief op de Gold Cup. Het eerste interlanddoelpunt van Harriott viel op 15 november 2019, tijdens zijn zesde interland. In een duel om de Nations League kwam Aruba op voorsprong dankzij Glenbert Croes. Na de gelijkmaker van Matthew Briggs zette Gregor Breinburg de Arubanen weer op voorsprong. Net voor rust maakte Harriott andermaal gelijk. Door twee doelpunten van Trayon Bobb won Guyana uiteindelijk met 4–2.
| Interlands van Callum Harriott voor Guyana | Interlands van Callum Harriott voor Guyana | Interlands van Callum Harriott voor Guyana | Interlands van Callum Harriott voor Guyana | Interlands van Callum Harriott voor Guyana | Interlands van Callum Harriott voor Guyana |
| №                                          | Datum                                      | Wedstrijd                                  | Uitslag                                    | Competitie                                 | Goals                                      |
| Als speler bij Reading                     | Als speler bij Reading                     | Als speler bij Reading                     | Als speler bij Reading                     | Als speler bij Reading                     | Als speler bij Reading                     |
| ------------------------------------------ | ------------------------------------------ | ------------------------------------------ | ------------------------------------------ | ------------------------------------------ | ------------------------------------------ |
| 1                                          | 23 maart 2019                              | Guyana – Belize                            | 2 – 1                                      | Nations League 2019/20                     |                                            |
| 2                                          | 11 juni 2019                               | Guyana – Haïti                             | 1 – 3                                      | Vriendschappelijk                          |                                            |
| 3                                          | 18 juni 2019                               | Verenigde Staten – Guyana                  | 4 – 0                                      | Gold Cup 2019                              |                                            |
| 4                                          | 22 juni 2019                               | Guyana – Panama                            | 2 – 4                                      | Gold Cup 2019                              |                                            |
| 5                                          | 26 juni 2019                               | Trinidad en Tobago – Guyana                | 1 – 1                                      | Gold Cup 2019                              |                                            |
| Als speler bij Colchester United           |                                            |                                            |                                            |                                            |                                            |
| 6                                          | 15 november 2019                           | Guyana – Aruba                             | 4 – 2                                      | Nations League 2019/20                     | 44'                                        |
| 7                                          | 18 november 2019                           | Jamaica – Guyana                           | 1 – 1                                      | Nations League 2019/20                     |                                            |
| 8                                          | 25 maart 2021                              | Trinidad en Tobago – Guyana                | 3 – 0                                      | WK 2022 kwalificatie                       |                                            |
| 9                                          | 30 maart 2021                              | Guyana – Bahama's                          | 4 – 0                                      | WK 2022 kwalificatie                       |                                            |

Bijgewerkt op 9 juli 2025.